# 日托拉贾
日托拉贾（[ʒîtoradʑa])），塞尔维亚托普利卡州的一个市镇。该市镇包含日托拉贾村及周边地区，共30个居民地。市镇总面积214平方公里，总人口16,272，其中日托拉贾村总人口3,365(2011年)。该地经济以农业为主。 可耕种土地面积达23,300公顷。